# 가가미 유카
가가미 유카(일본어: 鏡 優翔, 2001년 9월 14일~)는 일본의 레슬링 선수이다. 2024년 하계 올림픽에서 여자 자유형 헤비급 금메달을 획득했으며 세계 선수권 대회에서 금메달 1개, 동메달 1개를 획득했다.